# Renée van Bourbon

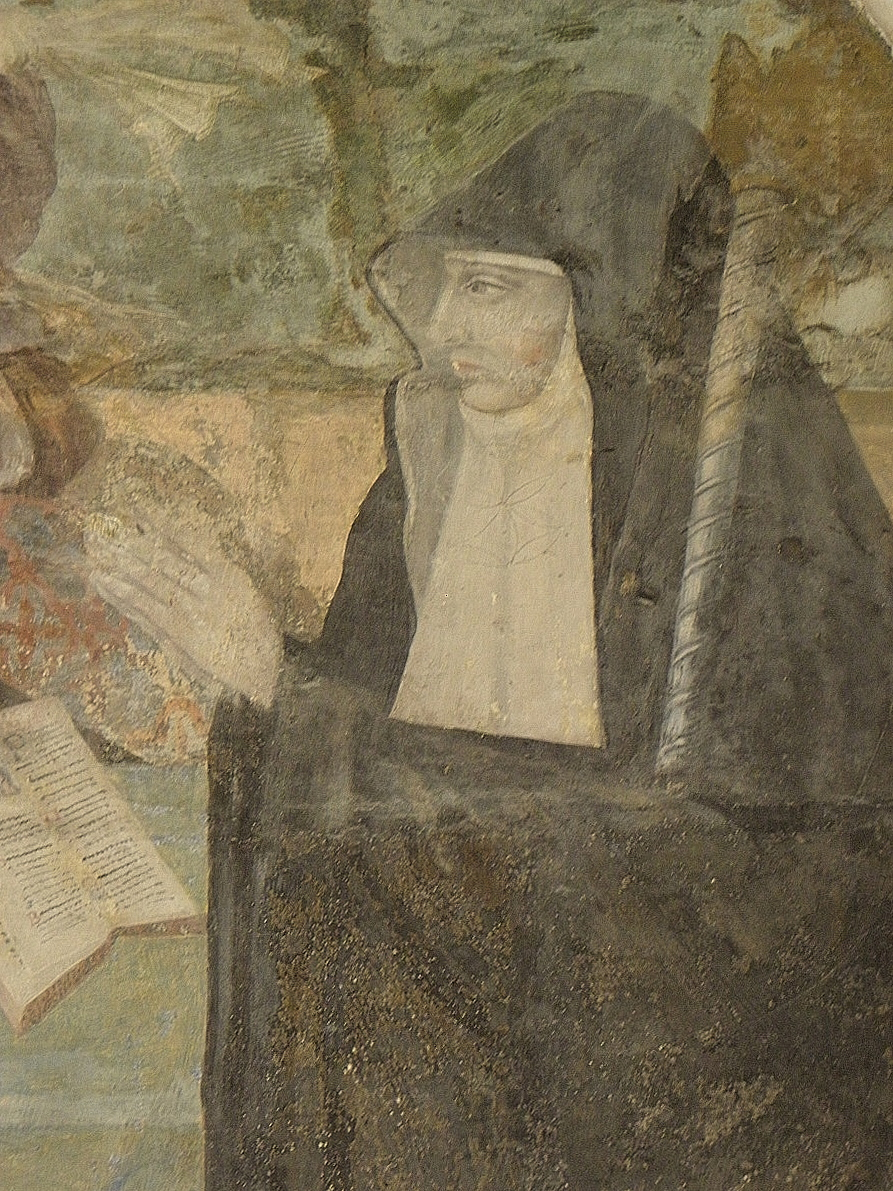
Renée van Bourbon (fresco in de kapittelzaal van Fontevraud)

Renée van Bourbon (1468 - 1534) was een edelvrouw uit het huis Bourbon en de 27e abdis van de koninklijke abdij van Fontevraud. 

## Biografie
Ze was een dochter van Jan VIII van Bourbon-Vendôme en Isabella van Beauvau en ze was een tante van koning Frans I. Al op achtjarige leeftijd trad ze in bij de benedictinessen in de abdij van Saintes. Ze werd abdis van de Trinitéabdij van Caen in 1490 tot ze in 1491 werd gekozen tot abdis van Fontevraud. Ze volgde er Anna van Orléans op die overleden was en bleef abdis tot haar dood in 1534. Ze zorgde zowel voor een geestelijke hervorming als een groot bouwprogramma. Ze liet een 1,3 kilometer lange muur rond de abdij bouwen, een galerij rond de noordelijke transept van de abdijkerk, 47 nieuwe cellen boven de zuidelijke kloostergang en een nieuw refectorium. Ze werd opgevolgd als abdis van Fontevraud door haar nicht Louise van Bourbon en tot 1670 zouden leden van het huis Bourbon de abdij van Fontevraud besturen.